# Vol American Airlines 444
Le vol American Airlines 444 est un vol commercial intérieur américain pris pour cible par l'Unabomber Ted Kaczynski le 15 novembre 1979. 

## Attentat
Le 15 novembre 1979, une bombe que l'Unabomber Ted Kaczynski avait envoyée par la poste aérienne fut chargée dans la soute du Boeing 727-223 opérant le vol American Airlines 444 entre l'aéroport international O'Hare de Chicago et l'aéroport national de Washington. Celle-ci, fabriquée avec des boites de jus de fruits, était équipée d'un altimètre destiné à la faire exploser lorsque l'avion atteindrait une certaine altitude (5 280 pieds, en l’occurrence). Mais le mécanisme ne fonctionna pas correctement, son effet se limitant à remplir la cabine de grandes quantités de fumée, ce qui força tout de même les pilotes à atterrir en urgence à l'aéroport international de Washington-Dulles,. Au total, 12 personnes à bord de l'appareil furent admis aux urgences après avoir inhalé de la fumée, mais aucune ne décéda. Le FBI détermina cependant que si la bombe avait fonctionné normalement (i.e. si tous les explosifs avaient détoné), l'avion aurait été désintégré, ne laissant que très peu de chances de survie à ses 72 passagers et 6 membres d'équipage.

## Enquête et conséquences
L'attentat du vol 444 n'était pas le premier de l'Unabomber, mais c'est le premier qui poussa le FBI à enquêter à son sujet, étant donné que la tentative de destruction d'un aéronef constitue un crime fédéral. C'est d'ailleurs ce qui permit aux enquêteurs du FBI de se rendre compte qu'il n'en était pas à son coup d'essai puisqu'en se penchant sur les éléments utilisés dans l'attentat du vol 444 (à savoir la bombe tuyau, le coffrage en bois et l'expédition par voie postale), ils découvrirent deux cas analogues : des colis piégés similaires, chacun envoyé à un an d'intervalle (mai 1978 et mai 1979) à des étudiants de l'université Northwestern. C'est cette découverte qui vaudra au terroriste (dont l'identité restera inconnue jusqu'en 1996) le surnom d'UNABOM (« UNiversity and Airline BOMber »). 